# Rochollsberg
Rochollsberg ist ein Weiler in Radevormwald im Oberbergischen Kreis im nordrhein-westfälischen Regierungsbezirk Köln in Deutschland.

## Lage und Beschreibung
Rochollsberg liegt nördlich des Radevormwalder Zentrums auf 386 m ü. NHN. Die Nachbarorte sind Brunsheide, Brunshöh, Heidt, Oberönkfeld, Önkfeld, Scheideweg, Scheidt und Wellringrade. Der Ort ist über eine Stichstraße erreichbar, die bei Scheideweg in die Bundesstraße 483 einmündet.
Bei Rochollsberg entspringen der Rochollsberger Siepen und der Scheidter Bach, beides Zuflüsse der Uelfe.

## Geschichte
Erstmals genannt wird Rochollsberg 1433 bzw. 1434. Anlässlich der Benennung von „Kriegsschäden durch Verwüstungen der Truppen des Kölner Erzbischofes Dietrich von Moers“ wird der Ort mit „Rokesberg“ bezeichnet.
Rochollsberg bestand vor dem 18. Jahrhundert aus zwei getrennten Hofschaften. 1715 werden die zu dieser Zeit noch getrennten Höfe auf der Topographia Ducatus Montani als „Ruckelsberg“ und „K.Ruckelsberg“ bezeichnet.

## Wander- und Radwege
Durch den Ort verlaufen die Ortsrundwanderwege „A2“ und „A6“.
Im Winter werden um Rochollsberg Skilanglauf-Loipen gespurt.